# Паганико Сабино
Паганико Сабино (итал. Paganico Sabino) је насеље у Италији у округу Ријети, региону Лацио.
Према процени из 2011. у насељу је живело 180 становника. Насеље се налази на надморској висини од 685 м.

## Становништво
Према резултатима пописа становништва 2011. у општини је живело 172 становника.
| 1931. | 1936. | 1951. | 1961. | 1971. | 1981. | 1991. | 2001. | 2011. |
| ----- | ----- | ----- | ----- | ----- | ----- | ----- | ----- | ----- |
| 1.024 | 900   | 665   | 435   | 351   | 251   | 196   | 180   | 172   |